# Jamaicanen in Nederland
Met Jamaicanen in Nederland (Engels: Jamaicans in the Netherlands) worden in Nederland wonende Jamaicanen, of Nederlanders van Jamaicaanse afkomst aangeduid.

## Aantal
Volgens het Centraal Bureau voor de Statistiek (CBS) woonden er op 1 januari 2020 zo'n 1.871 Nederlanders met een Jamaicaanse migratieachtergrond in Nederland.
| Eerste generatie | 661   | 758   | 827   | 786   | 889   | 1.113 |
| Tweede generatie | 359   | 429   | 519   | 589   | 662   | 758   |
| Totaal           | 1.020 | 1.187 | 1.346 | 1.375 | 1.551 | 1.871 |

Nederland is een belangrijke bestemmingsland voor Jamaicaanse LHBT'ers, die in Jamaica vaak verschillende problemen ondervinden en bepaalde vormen van afkeer tegenover homoseksualiteit bestaat. Alhoewel het niet om enorme asielstromen gaat, is er wel sprake van een flinke stijging: volgens VluchtelingenWerk Nederland waren er in 2013 een kleine dertig Jamaicaanse lhbt-vluchtelingen en in 2015 bijna zeventig.

## Bekende Nederlanders van Jamaicaanse komaf
- Djavan Anderson - voetballer
- Patrick van Luijk - atleet
- Alistair Overeem - MMA-vechter en kickbokser
- Jonathan de Guzmán - voetballer
- Leona Philippo - actrice
- Kadene Vassell - atlete